# کازکومرتس‌بانک
کازکومرتس‌بانک (به قزاقی: Қазкоммерцбанк) شرکت خدمات مالی و بانکداری قزاقستانی است، که در زمینه ارائه خدمات، بانکی فعالیت می‌کند، که انواع وام‌ها، کارت‌های اعتباری، کارت‌های نقدی و عرضه اوراق بهادار را در بر می‌گیرد.
کازکومرتس‌بانک در سال ۱۹۹۰ تأسیس شد و در حال حاضر بزرگترین بانک خصوصی در کشور قزاقستان به‌شمار می‌آید، که کنترل ۲۴ درصد از مجموع بازار خدمات مالی این کشور را در اختیار دارد.
شعبه مرکزی این بانک در شهر آلماآتی، قزاقستان قرار دارد و بخشی از سهام آن در بازارهای بورس قزاقستان و بورس لندن معامله می‌شود. کازکومرتس‌بانک در حال حاضر دارای عملیات و شعبه‌های فعال در کشورهای روسیه، قرقیزستان و تاجیکستان می‌باشد.